# NGC 7472
NGC 7472 (NGC 7482) je eliptična galaktika u zviježđu Ribama. Naknadno je utvrđeno da je NGC 7482 ista galaktika.

## Vanjske poveznice
- (engl.) SEDS: NGC 7472
- (engl.) Hartmut Frommert: Revidirani Novi opći katalog
- (engl.) Izvangalaktička baza podataka NASA-e i IPAC-a
- (engl.) Astronomska baza podataka SIMBAD
- (engl.) VizieR
- DSS-ova slika NGC 7472  Arhivirana inačica izvorne stranice od 3. kolovoza 2016. (Wayback Machine)
- (engl.) Auke Slotegraaf: NGC 7472 Deep Sky Observer's Companion
- (engl.) Courtney Seligman: Objekti Novog općeg kataloga: NGC 7450 - 7499